# Олександр Всеволодович (князь Псковський)
Олександр Всеволодович (пом. після 1367) — князь Псковський з 1341 року, родоначальник князів Заболоцьких та шляхетського роду Всеволожів. Ймовірно, походив із смоленської гілки Мономаховичів.

## Життєпис
Точного походження Олександра Всеволодовича у літописах не вказано. Спробу встановити його походження зробив дослідник шляхетських родів С. Б. Веселовський. Намагаючись відновити походження родоначальника боярського роду Всеволожів, він вважав Олександра Всеволодовича, якого називав Олександр Глібович, сином брянського князя Гліба Святославича. Крім того, Веселовський ототожнив псковського князя з родоначальником князівського роду Заболоцьких. Ця версія була прийнята й іншим дослідником родоводів - О. О. Зіміним.
Олександр Всеволодович згадується у літописах двічі. 1341 року він згадується як Псковський князь. Невдоволений укладанням союзу між псковичами та Великим князівством Литовським і Руським, Олександр залишив князювання, перебравшись у Новгород. Він згадується у Новгороді від 1367 року. Веселовський припустив, що Олександр Всеволодович був змушений залишити родові володіння через приєднання Пскова до Великого князівства Литовського і Руського. Ймовірно він був служивим князем у Новгородській землі. Якщо вірно ототожнення Олександра Всеволодовича з родоначальником Всеволожів, він, як і багато інших смоленських князів, перебрався до Москви у 60-ті роки XIV століття.
У синодиці Успенського собору Московського Кремля серед бояр другої половини XIV століття вказано ім'я Олександра Всеволодовича, проте невідомо це був він чи інша особа.

## Діти
Згідно з родоводом, у Олександра Всеволожа було троє синів.
- Дмитро Олександрович Всеволодський (пом. до 1406) - боярин, перший воєвода Передового полку в поході проти Мамая на Куликовому полі (1380), намісник у Нижньому Новгороді (1392-1393).
- Іван Олександрович Всеволож (пом. після 1392) - родоначальник князівського роду Заболоцьких.
- Володимир - другий воєвода Передового полку на Куликовській битві (1380).